# Баяхунов, Бакир Яхиянович
Баки́р Яхия́нович Баяху́нов (каз. Бәкір Яхиянұлы Баяхунов; род. 15 сентября 1933, Алма-Ата, Казахская ССР, ныне Казахстан) — композитор, профессор, Народный артист Казахской ССР (1990). Представитель дунган.

## Биография
Родился 15 сентября 1933 года в г. Алма-Ата в семье ветеринарного врача.
Окончил Алма-Атинскую консерваторию им. Курмангазы по классу композиции проф. Куддуса Кужамьярова (1960 г.). Затем (с 1960-63) стажировался в Московской консерватории: по композиции — у проф. Михаила Чулаки, по инструментовке — у проф. Дмитрия Рогаль-Левицкого и Юрия Фортунатова, по полифонии — у проф. Сергея Скребкова и Владимира Протопопова.
С 1963 преподавал в Алма-Атинской консерватории. Сначала на кафедре теории музыки, а с 1969—2008 на кафедре композиции. В 1983 стал доцентом, в 1991- профессором консерватории. С 2002 по 2005 гг. вел композицию, а в 2011 г. — музыкальную информатику в Алматинском музыкальном колледже имени П. И. Чайковского.
В творчестве Б.Баяхунова органично сочетаются признаки различных музыкальных культур. Ему суждено было стать первым профессиональным дунганским композитором. Однако круг круг входящих в орбиту интересов композитора традиций намного шире, не случайно сам композитор называет себя «живой моделью взаимодействия культур». Произведения Баяхунова характеризуют почвенность музыкального материала (нередко фольклорного), отточенность техники, самобытность мышления.
Дунганская тема отражена в Первой и Второй симфонии (1980,1984), ориентальная — в Пятой симфонии «Аура Востока»(2000). Четвёртая симфония (1992) посвящена миру казахской архаики. Шестая симфония, «Экологическая», связана с философским осмыслением проблем окружающей среды. Седьмая симфония, «Коркыт», посвящена мифологической теме.
Ряд сочинений навеян образцами народной и профессиональной музыки. Например, соната «Отзвуки мукама» для фортепиано, соната «Два портрета Бетховена» для фортепиано и литавр, «Две дунганские песни» для симфонического оркестра. Баяхунов обращается в своем творчестве к вокальным, хоровым жанрам, камерной музыке. Он автор ряда обработок китайской музыки, в числе которых редакция и оркестровка симфонической поэмы «Амангельды» китайского композитора Си (Сянь) Синхая.
Возглавлял творческие комиссии Союза композиторов Казахстана, занимал пост заместителя председателя правления. Его перу принадлежат музыкально-критические, научные и публицистические статьи. Он являлся консультантом по дунганской диаспоре при Верховном Совете Казахской ССР, был первым председателем Дунганского культурного центра. Заслуженный деятель искусств Казахской ССР (1983), Народный артист Казахской ССР (1990). В числе наград — медали в связи с 10-летием независимости Республики Казахстан (2001), 65-летием Победы в Великой Отечественной войне 1941—1945 гг. (2010),70-летием Победы в Великой Отечественной войне 1941—1945 гг.(2015), 75-летием Победы в Великой Отечественной 1941—1945 гг. (2020), Почетная грамота Президента Республики Казахстан (2004).

## Сочинения
- оперы — камерная опера «На сайте Mail.Ru» (2008); камерная опера «В тот день осенний» (2017, о судьбе поэта Магжана Жумабаева);
- для оркестра — симфонии № 1 (1980), № 2 (1984), № 3 (1989), № 4 (1992), № 5"Аура Востока" (2000—2002), № 6 « Экологическая» (2007), № 7 «Коркыт» (2011); «Вальс» (1961),Увертюра (1963), «Кюй» (1965), Поэма «Памяти Масанчи» (1967, вторая редакция — 1997), Поэма «Двадцать восемь» (1975), Сюита на дунганские темы (1981), Казахская увертюра (1998), Увертюра на тему Даулеткерея (2003); симфоническая поэма «Музыка на тему Канарбая» (2017);
- для одного инструмента с орк. — Концерт для скрипки с оркестром (1960, вторая редакция — 1992, третья редакция — 2003), Концерт для фортепиано с оркестром (1993); «Осенняя печаль» — поэма для кларнета и струнного оркестра по мотивам Абая (2005);
- для камерного оркестра — Три пьесы (1967), Концерт (1976), Дунганские эскизы (1981); Сюита на татарские темы (1992);
- для камерного ансамбля — струнный квартет (1962), «Пять послесловий» для струнного квартета (2003), Соната «Отзвуки мукама» — версия для струнного квартета (2017), Соната «Два портрета Бетховена» для фортепиано и литавр (1991);
- для фортепиано в 2 руки — Соната «Отзвуки мукама» (1990), Соната № 2 (1991, 2011- вторая редакция); Соната № 3 «Казахская бахиана» (1996, 2012 — вторая редакция);
- для фортепиано в 4 руки — «Серенада» (1992). «Дунганский марш» (1997, 2009 — вторая редакция);
- для органа — Соната «Казахская бахиана» (2002, 2014 -вторая редакция);
- для инструмента без сопровождения — Поэма «Любимый Маву» для скрипки соло (1986), «На струнах кобыза» для альта соло (1993), Поэма «Скрипка Си Синхая» для скрипки соло (2005, 2011—2013 — вторая редакция), «Три портрета» для виолончели соло (2001, 2007 — вторая редакция, 2012 — третья редакция), «Аужар» для скрипки соло (2018), «Осенняя песня фламинго для альта соло (2020);
- для голоса и фортепиано — вокальные циклы: „Песни о старом Китае“ на слова Ясыра Шиваза (1957), на слова поэтов Азии (1961), „Монолог“ на слова Омара Хайяма (1977, 2013 — вторая редакция), „Больная кукла“ на стихи советских поэтов (1979); „8 японских трёхстиший“ на слова Мацуо Басё (1991), „Из лирики китайских поэтесс“ (1994);
- для хора без сопровождения — Три поэмы для женского хора и тенора на слова Мусы Джалиля (1984), „Песни — загадки“ для смешанного хора на казахские народные тексты (1986); хоровой цикл „Магжан“ (1997, вторая редакция — 2011);
- редакции сочинений других авторов — редакция и инструментовка симфонической поэмы Си Синхая (Сянь Синхая) „Амангельды“ (1998, обновленная версия −2018); транскрипция Четырёх фортепианных прелюдий Г. Жубановой для камерного оркестра (2007), „Дайрабай“ — транскрипция для фортепиано оркестровой пьесы Е. Рахмадиева (2009), оркестровая редакция вокально-симфонической поэмы Ж. Тезекбаева „Қобланды батыр“ (оригинал создан в 1982) — 2019.
- Литературные сочинения: „Дунганская народная песня“ — сборник статей „Народная музыка в Казахстане“, Алма-Ата, 1967; „Пёрселл и Стравинский на алма-атинской сцене“ — „Советская музыка“, № 7, 1978; „Голоса дружбы“ — сборник статей „Воспитание культуры межнациональных отношений“, Алма-Ата,1988; „Мелодия жизни“ — „Московский ритм“ № 34, апрель — июнь 2006, Москва; „Композиторская эпопея Евгения Брусиловского“ — „Новая музыкальная газета“, сентябрь-ноябрь 2010, Алматы; „В творческой мастерской“ (очерк) — Композиторы Казахстана (творческие портреты композиторов Казахстана), сборник статей, составитель Кетегенова Н. С. — Алматы, Болашак», 2012; «Кафедра композиции Казахской Национальной Консерватории имени Курмангазы (1944—1994)» (очерк, соавтор Н. Акжигитова) — Алматы, 2012; «О дунганской музыкальной фольклористике» — Вестник Казахской Национальной Консерватории имени Курмангазы, 2014, сентябрь; «Домбровое двухголосие» — Saryn art and science journal 4 (16) 2017

## Награды
- 1983 — Заслуженный деятель искусств Казахской ССР
- 1990 — Народный артист Казахской ССР